# 164 Dywizja Piechoty (III Rzesza)
164 Dywizja Piechoty (niem. 164. Infanterie-Division)  – niemiecka dywizja z czasów II wojny światowej, sformowana na mocy rozkazu z 27 listopada 1939, w 7. fali mobilizacyjnej na poligonie Königsbrück w IV Okręgu Wojskowym. 10 stycznia 1942 została przemianowana na Dywizję Forteczną Kreta (niem. Festungs-Division Kreta).

## Struktura organizacyjna
- Struktura organizacyjna w listopadzie 1939 roku:

382. i 433. pułk piechoty, 220. dywizjon artylerii lekkiej; 
- Struktura organizacyjna w styczniu 1940 roku:

382., 433. i 440. pułk piechoty, 220. pułk artylerii, 220. batalion pionierów, 220. oddział rozpoznawczy, 220. oddział przeciwpancerny, 220. oddział łączności, 220. polowy batalion zapasowy;

## Dowódcy dywizji
- Generalleutnant Konrad Haase 1 XII 1939 – 10 I 1940;
- Generalmajor (Generalleutnant) Josef Folttmann 10 I 1940 – 1 I 1942;